# Benjamin Becker (Kulturmanager)
Benjamin Becker (* 28. Januar 1983 in Düren) ist ein deutscher Lehrer, Bildungs- und Kulturmanager und Transatlantik-Experte.

## Leben
Becker studierte Englisch und Geschichte und schloss sein Studium im Jahr 2009 mit dem Ersten Staatsexamen an der Universität zu Köln ab. Im Jahr 2012 wurde er dort mit einer fachdidaktischen Arbeit zum Interkulturellen Lernen magna cum laude zum Dr. phil. promoviert. Während seines Studiums verbrachte er dank eines Fulbright-Stipendiums ein Auslandsjahr an der Emory University in Atlanta, Georgia in den USA und unterrichtete dort als Fremdsprachenassistent Deutsch.
Von 2013 bis 2017 arbeitete er in verschiedenen deutsch-amerikanischen Organisationen in Berlin, darunter die American Academy, das Touro College und die Deutsch-Amerikanische Fulbright-Kommission. Von 2017 bis 2022 leitete er als Direktor die Geschäftsstelle des AmerikaHaus NRW e.V. Danach holte er seinen Vorbereitungsdienst für das Lehramt an Gymnasien und Gesamtschulen nach, das er 2024 mit dem Zweiten Staatsexamen abschloss, und arbeitet seitdem als Lehrer.
Auch ehrenamtlich engagiert er sich stark für den deutsch-amerikanischen Austausch: u. a. im Vorstand des Fulbright Alumni e.V. (2009–2015; davon zwei Jahre als Bundesvorsitzender) und als Director des vom US Department of State initiierten European Network of American Alumni Associations (ENAM) (2011–2015).

## Auszeichnungen
- Atlantik-Brücke Young Leader (2019)[10]
- Emory University: 2018 Class of 40 under Forty (2018)[11]
- Aspen Leadership Seminar (2017)[12]
- Kollegiat der Kölner Graduiertenschule Fachdidaktik (2011–2012)[13]
- Fulbright-Stipendium (2007–2008)[14]

## Veröffentlichungen (Auswahl)
- Abel, Martin-Sebastian und Benjamin Becker. „It's the ecology, stupid!“ Klimadiplomatie als Chance für Wirtschaft, Gesellschaft – und die transatlantischen Beziehungen von Morgen. Transatlantische Impulse 8 (Januar 2022). Hrsg. Aspen Germany et al. <https://transatlantische-impulse.de/wp-content/uploads/2022/01/Its-the-ecology_AbelBecker_TI-FINAL.pdf
- Zwingenberger, Meike und Benjamin Becker. "Transatlantische Beziehungen neu gedacht: Public Diplomacy vermittelt wichtige Zukunftsthemen". Transatlantische Impulse 3 (Mai 2021). Hrsg. Aspen Germany et al. <https://transatlantische-impulse.de/wp-content/uploads/2021/05/2021-05-11_Transatlantische-Impulse_Public-Diplomacy.pdf>.
- Becker, Benjamin. "From Assimilation to Integration. Intercultural Education in Germany and Beyond". FRANKly. The Fulbright Alumni e.V. Magazine 24 (2013): 16–18. <https://fulbright-alumni.de/wp-content/uploads/2019/04/FRANKly24_2013.pdf>.
- Becker, Benjamin. Interkulturelles Lernen in Theorie und Praxis. Eine Analyse der aktuellen G8-Englischlehrwerke für die gymnasiale Oberstufe. Universität zu Köln, 2012. <http://www.pedocs.de/volltexte/2012/5878/>.
- Becker, Benjamin. Englischsprachige Programme zur Förderung von Interkulturalität und Diversität und deren Evaluation. Das Beispiel der Fulbright Diversity-Initiative. Universität zu Köln, 2009. <http://www.pedocs.de/volltexte/2012/5630/>.
- Becker, Benjamin. "Ultimate Attainment in Second Language Acquisition: Is It Possible to Become Nativelike in a Second Language?" Alles für den Schein? Zeugnisse studentischen Schaffens. Hrsg. Rudolf Inderst. Südwestdeutscher Verlag für Hochschulschriften: Saarbrücken, 2009. 262–276.

## Medienauftritte (Auswahl)
TV
- "Amtsstart von Joe Biden: Transatlantik-Experte: 'Weltweit ist Aufbruchstimmung'". Interview für n-tv am 20. Januar 2021.
- "Ausschreitungen in Washington". Interview im WDR für Hier und heute am 7. Januar 2021.
- "Trump versus Biden: Wer wird der nächste US-Präsident?". Interview im WDR für Hier und heute am 4. November 2020.
- "Amerika-Kenner zu Wahlen in den USA". Interview im WDR für Hier und heute am 22. Oktober 2020.

Print und Online
- „Die Neugierde auf die Welt darf uns nie verlassen“. Gespräch im KölnAlumni-Magazin im Juni 2025.
- "America is back – Fragen an den Leiter des Kölner Amerikahauses". Interview in report-K vom 22. Februar 2021.
- "Kölner Amerika-Haus Direktor: Das hat sich für uns durch Trump geändert". Interview im EXPRESS vom 3. November 2020.
- "So haben die Trump-Jahre die Arbeit im Amerika Haus verändert". Interview in der NRZ vom 3. November 2020.
- "USA-Experte zu Obama-Besuch: 'Die Kölner sind die Amerikaner Deutschlands'". Interview im Kölner Stadt-Anzeiger vom 4. April 2019.
- "Das Eigene im Fremden entdecken". Interview für KölnAlumni der Universität zu Köln im Februar 2018.
- "Leiter des Amerika-Hauses: 'Kölner sind die Amerikaner Deutschlands'". Interview im Kölner Stadt-Anzeiger vom 9. Januar 2018.